# Bonate Sotto
Bonate Sotto é uma comuna italiana da região da Lombardia, província de Bérgamo, com cerca de 5.417 habitantes. Estende-se por uma área de 6 km², tendo uma densidade populacional de 903 hab/km². Faz fronteira com Bonate Sopra, Chignolo d'Isola, Dalmine, Filago, Madone, Treviolo.

## Demografia
| Variação demográfica do município entre 1861 e 2011                               |
|                                                                                   |
| Fonte: Istituto Nazionale di Statistica (ISTAT) - Elaboração gráfica da Wikipedia |